# Karlhamn
Karlhamn, finska: Kallensaari, är en ö i Finland. Den ligger i Finska viken och i kommunen Kyrkslätt i landskapet Nyland, i den södra delen av landet. Ön ligger omkring 38 kilometer sydväst om Helsingfors.
Öns area är 19,6 hektar och dess största längd är 1 kilometer i sydväst-nordöstlig riktning.